# Mario Jannì
Mario Jannì (Roma, Italia, 21 de julio de 1943) es un dibujante de cómic italiano.

## Biografía
Empezó a asistir al Liceo Artístico en Roma, pero completó sus estudios en Siracusa, como su familia decidió volver a Sicilia. Hizo su estreno profesional en el mundo del cómic en 1967, dibujando historietas de la serie The Phantom, publicada por Fratelli Spada; a través del estudio de Leonetti, realizó series de historieta para adultos como Gigetto y Maghella, para luego trabajar con otras editoriales como Lancio, Universo, Ediperiodici y Edifumetto.
A finales de los años 1980, empezó a colaborar con Sergio Bonelli Editore, dibujando Nick Raider y, posteriormente, Julia - Las aventuras de una criminóloga y Nathan Never. Para Bonelli también dibujó una historia breve de Tex y una aventura de Legs Weaver publicada en Le Storie.
Para Les Humanoïdes Associés ilustró el número 5 de Mille visages, con guion de Philippe Thirault.
Asimismo, trabajó en diseño gráfico para la agencia de noticias ANSA.